# Паліцці
Паліцці (італ. Palizzi, сиц. Palizzi) — муніципалітет в Італії, у регіоні Калабрія, метрополійне місто Реджо-Калабрія‎.
Паліцці розташоване на відстані близько 530 км на південний схід від Рима, 120 км на південний захід від Катандзаро, 33 км на південний схід від Реджо-Калабрії.
Населення — 2366 осіб (2014).

## Демографія
Населення за роками:

Станом на 1 січня 2023 року в муніципалітеті офіційно проживало 98 іноземців з 15 країн, серед них 34 громадяни країн Євросоюзу та 6 громадян України.

## Сусідні муніципалітети
- Бова
- Бова-Марина
- Бранкалеоне
- Стаїті